# Apuñalamiento de Saskatchewan
El 4 de septiembre de 2022, se produjo un apuñalamiento masivo en 13 lugares de la Nación James Smith Cree y en Weldon, Saskatchewan, Canadá, en el que murieron 11 personas y otras 18 resultaron heridas. Se cree que algunas de las víctimas fueron atacadas, mientras que otras fueron atacadas al azar. Es una de las masacres más mortíferas en la historia de Canadá.
Las alertas de emergencia relacionadas con los incidentes se emitieron en toda la provincia de Saskatchewan y luego se extendieron a Manitoba y Alberta. La policía identificó rápidamente y buscó a dos sospechosos en la ola de asesinatos: los hermanos Damien Sanderson, de 31 años, y Myles Sanderson, de 30. El 5 de septiembre, Damien fue encontrado muerto con múltiples heridas. Alrededor de las 3:30  p. m. el 7 de septiembre, después de que la policía sacara su vehículo de la carretera con un PIT, Myles se rindió y fue arrestado en Rosthern, Saskatchewan , antes de morir bajo custodia policial ese mismo día.

## Acontecimientos
A las 5:40 a. m. CST del 4 de septiembre de 2022, se notificó por primera vez a la Real Policía Montada de Canadá (RCMP, por sus siglas en inglés) sobre apuñalamientos en varios lugares de la Nación James Smith Cree en Saskatchewan, una comunidad de unos 2000 residentes ubicada a 200 kilómetros (120 millas) al noreste de Saskatoon y 300 kilómetros (190 millas) al norte de Regina y el pueblo de 160 residentes, Weldon, que se encuentra a unos 25 kilómetros (16 millas) de la reserva. A las 7:12 a. m., la RCMP emitió una alerta de emergenciadentro de la región inmediata, aconsejando a los residentes que permanezcan en lugares seguros y que tengan cuidado al permitir que otros entren a sus hogares. También alertó a los ciudadanos para que no se acerquen a los sospechosos y en su lugar los denuncien al 9-1-1.
A las 8:20 a. m., la emergencia civil se amplió a la totalidad de Saskatchewan, luego de que se descubriera que los sospechosos tenían acceso a un vehículo. A petición de la RCMP de Saskatchewan, la emergencia civil se amplió posteriormente a la totalidad de las provincias vecinas de Alberta y Manitoba. Se establecieron puestos de control policial entre Regina y Prince Albert. El vehículo sospechoso fue visto más tarde en Regina a las 11:45 a. m. Según la oficial al mando de la RCMP de Saskatchewan, Rhonda Blackmore, no está claro el motivo de los apuñalamientos. Los dos sospechosos, los hermanos Damien y Myles Sanderson, pueden haber apuntado a algunas víctimas, mientras que otras parecen haber sido atacadas al azar.
Se encontraron víctimas fallecidas y heridas en 13 lugares de la reserva de la Nación James Smith Cree, con una población de alrededor de 1900 habitantes, y en Weldon, un pueblo de 200 habitantes. Se enviaron ambulancias aéreas y de carretera de STARS para triaje y transportar a los heridos a los hospitales. La Autoridad de Salud de Saskatchewan inició un código naranja , emitiendo brevemente personal adicional en los hospitales locales a los apuñalamientos para ayudar con la afluencia de pacientes. A las 11:30 a. m. del 5 de septiembre, Damien fue encontrado muerto en una escena del crimen de la  Nación Cree de James Smith. Las autoridades creen que sus heridas no fueron autoinfligidas y que Myles también pudo haber resultado herido.
En la tarde del 7 de septiembre, se informó de un allanamiento de morada en la ciudad de Wakaw, y se informó que Myles fue visto al noreste de la ciudad, armado con un cuchillo. La RCMP emitió una alerta de emergencia, advirtiendo que un hombre armado con un cuchillo fue visto por última vez en Wakaw, había robado un Chevrolet Avalanche blanco y que se creía que el sospechoso estaba relacionado con los apuñalamientos. El camión robado fue descubierto por el conductor de un vehículo policial sin identificación que conducía hacia el oeste por la autopista 11 hacia Rosthern , y una maniobra PITse usó para dirigirlo a una zanja. El conductor del camión fue identificado como Myles y fue detenido por la policía alrededor de las 3:30 p. m. Myles se rindió y fue arrestado en Rosthern, Saskatchewan, antes de morir después de sufrir problemas médicos bajo custodia policial ese mismo día. La forma y la causa de su muerte serán determinadas por una autopsia.

## Perpetrador
Los dos sospechosos buscados en relación con los apuñalamientos fueron identificados como hermanos Damien Sanderson, 31, y Myles-Brandon Sanderson, 30. Se creía que conducían un Nissan negro. Rogue y según los informes, fueron vistos en Melfort y en el área de Arcola Avenue de Regina. Myles fue acusado de asesinato en primer grado, intento de asesinato y allanamiento de morada en relación con los ataques, y Damien de asesinato en primer grado. A las 11:30  a. m. del 5 de septiembre, Damien fue encontrado muerto con lesiones visibles que probablemente no se autoinfligieron en una escena del crimen de la Nación Cree de James Smith.
La policía había estado buscando a Myles Sanderson desde mayo, cuando dejó de reunirse con su asistente social. Le habían concedido la libertad condicional después de cumplir una condena de cinco años por agresión, robo, travesuras y amenazas. Según la Junta de Libertad Condicional de Canadá , Myles tenía 59 condenas anteriores, que incluían agredir a un oficial de policía. Debido a esto, tenía una prohibición de por vida de las armas y se le ordenó mantenerse alejado del alcohol y otras drogas. Consumía cocaína desde los 14 años y tenía antecedentes de ira, principalmente bajo los efectos del alcohol y/u otras drogas.
Alrededor de las 3:30  p. m. el 7 de septiembre, Myles fue detenido por la policía. Durante una conferencia de prensa de la RCMP más tarde esa noche, Blackmore dijo que Myles había muerto mientras estaba bajo custodia policial. Ella dijo que "tuvo problemas médicos" mientras lo transportaban en un automóvil policial, y los oficiales le dieron resucitación cardiopulmonar. Fue llevado en ambulancia al Royal University Hospital en Saskatoon, donde fue declarado muerto. Una fuente no identificada le dijo a Associated Press que la muerte de Myles se debió a lesiones autoinfligidas, pero la RCMP no quiso comentar sobre este punto, en espera de una autopsia. El 9 de septiembre, el vehículo original de los sospechosos fue encontrado abandonado al este demanantiales de cristal.
Tras varias investigaciones, en 2022 se confirmó que Myles Sanderson fue el único responsable de la masacre.